# Тереховка (деревня, Добрушский район)
Тереховка (бел. Церахо́ўка) — упразднённая деревня в Добрушском районе Гомельской области Республики Беларусь. В составе Тереховского поссовета. В 2011 году присоединена к городскому посёлку Тереховка.

## География
Расположена в 30 км на юг от Добруша, в 1 км от железнодорожной станции Тереховка (на линии Гомель — Бахмач), 58 км от Гомеля.

### Транспортная сеть
Транспортные связи по автодорогам.

## История
15 февраля 2011 года изменены границы городского посёлка Тереховка Добрушского района, деревня Тереховка, общей площадью 390,70 гектаров, включена в черту городского посёлка Тереховка.

## Население

### Численность
- 1999 год — 1 707 жителей

### Динамика
- 1999 год — 1 707 жителей (перепись населения)

## Известные лица
- Раков, Андрей Андреевич (1931—2011) — учёный, экономист и социолог, доктор экономических наук[3].